# Ultraman: Rising
Ultraman: Rising är en animerad superhjältefilm från 2024. Filmen är regisserad av Shannon Tindle och John Aoshima, och hade premiär på streamingtjänsten Netflix den 14 juni 2024.

## Handling
Filmen kretsar kring den kände och egoistiske baseballspelaren Ken Sato, som lever ett dubbelliv där han även är superhjälten Ultraman.

## Rollista (i urval)
- Christopher Sean – Ken Sato / Ultraman
- Gedde Watanabe – Professor Sato
- Tamlyn Tomita – Emiko/Mina
- Keone Young – Dr. Onda